# Leinewebermarkt
Der Leineweber-Markt (offizielle Schreibweise) ist ein Innenstadtfest in Bielefeld, das seit 1974 jährlich am letzten oder vorletzten Maiwochenende stattfindet. Mit über 400.000 Besuchern ist es nach Libori das zweitgrößte Innenstadtfest in Ostwestfalen-Lippe. Die Festaktivitäten, bestehend aus Konzerten verschiedener Musikrichtungen, Tanzveranstaltungen, Comedy, Fahrgeschäften, Straßenkunst und Kirmes, erstrecken sich über die gesamte Altstadt.
Der Name „Leinewebermarkt“ ist angelehnt an Bielefelds Vergangenheit als „Leineweberstadt“.